# 中央通り (広島市)

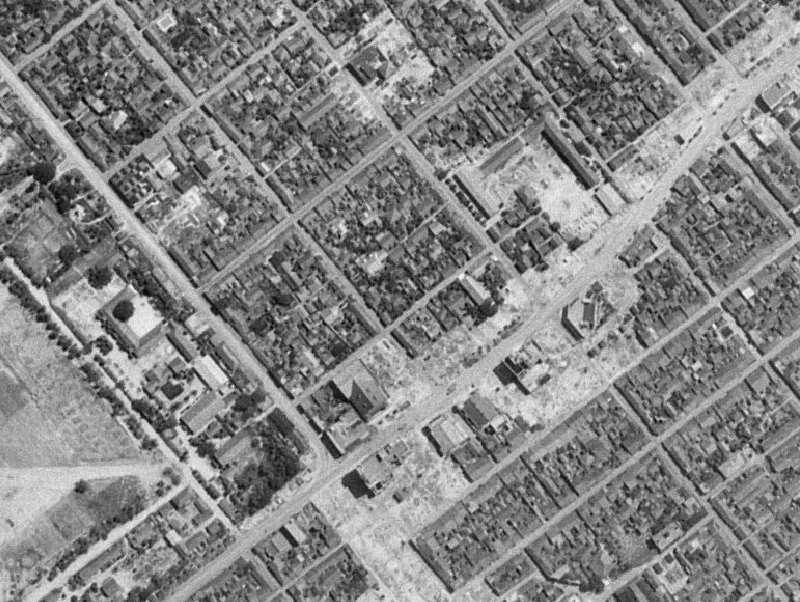
1945年原爆投下直前の八丁堀周辺。横断する道路が相生通り。左上から中央下に伸びる太い道路の一本右側が現在の白島通り。この時点で中央通りが整備されていないのがわかる。

中央通り（ちゅうおうどおり）は、広島県広島市中区を通る広島市道御幸橋三篠線のうち、相生通りとの交差点である八丁堀交差点から中区富士見町の駅前通りとの交差点である保健所前交差点まで至る道路の通り名である。中央通商店街（ちゅうおうどおりしょうてんがい）も道路沿線に形成されている。

## 概要
広島市中心部を通り、重要な幹線道路であるとともに、八丁堀付近の官公庁街やその南の商店街・繁華街を縦断・形成する。広島金座街商店街とえびす通り商店街と接続している。中央通商店街（ちゅうおうどおりしょうてんがい）は八丁堀交差点以南から平和大通りとの交差点である三川町交差点までの中区新天地・三川町に形成されている。中央通りに該当する区間は1957年頃に開通した。
八丁堀周辺は広島市最大の歓楽街である流川地区も近く、中央通りより東側の堀川町、新天地、流川、薬研堀は一体的に広島市最大、中国地方最大の歓楽街を形成している。また、中央通りより西側には広島パルコなどの若者向けファッションビルが多くあり、付近の広島本通商店街や袋町裏通り一体は繁華街を形成している。八丁堀交差点より北側は白島通りと呼び、保健所前交差点より南側は御幸橋西詰通りと呼ぶ。

## 通過する自治体
- 広島県
  - 広島市（中区）

## 交差する道路
- 相生通り
- えびす通り
- 平和大通り
- 駅前通り

## 店舗・施設

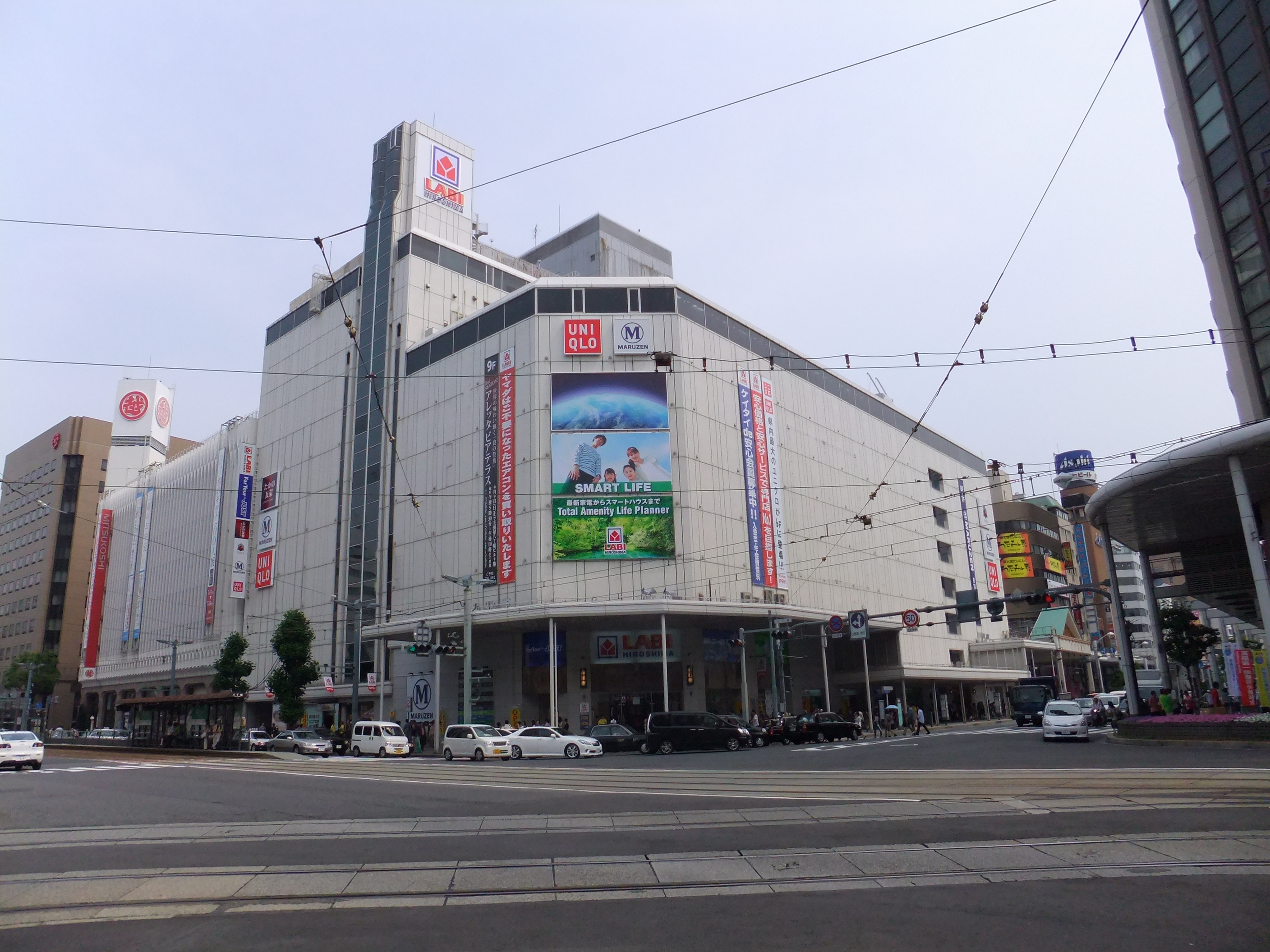
ヤマダ電機LABI広島（天満屋八丁堀ビル）
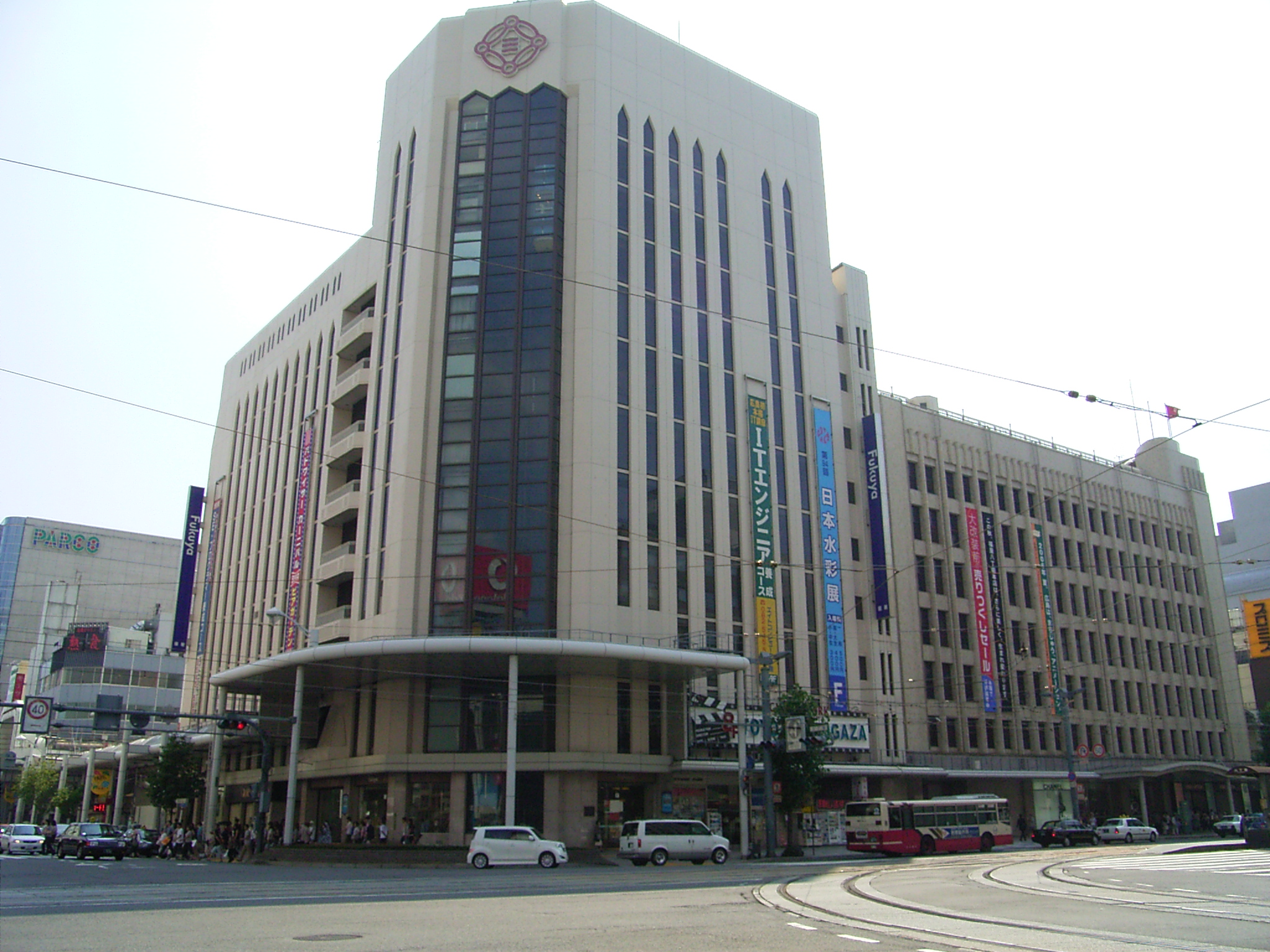
福屋八丁堀本店
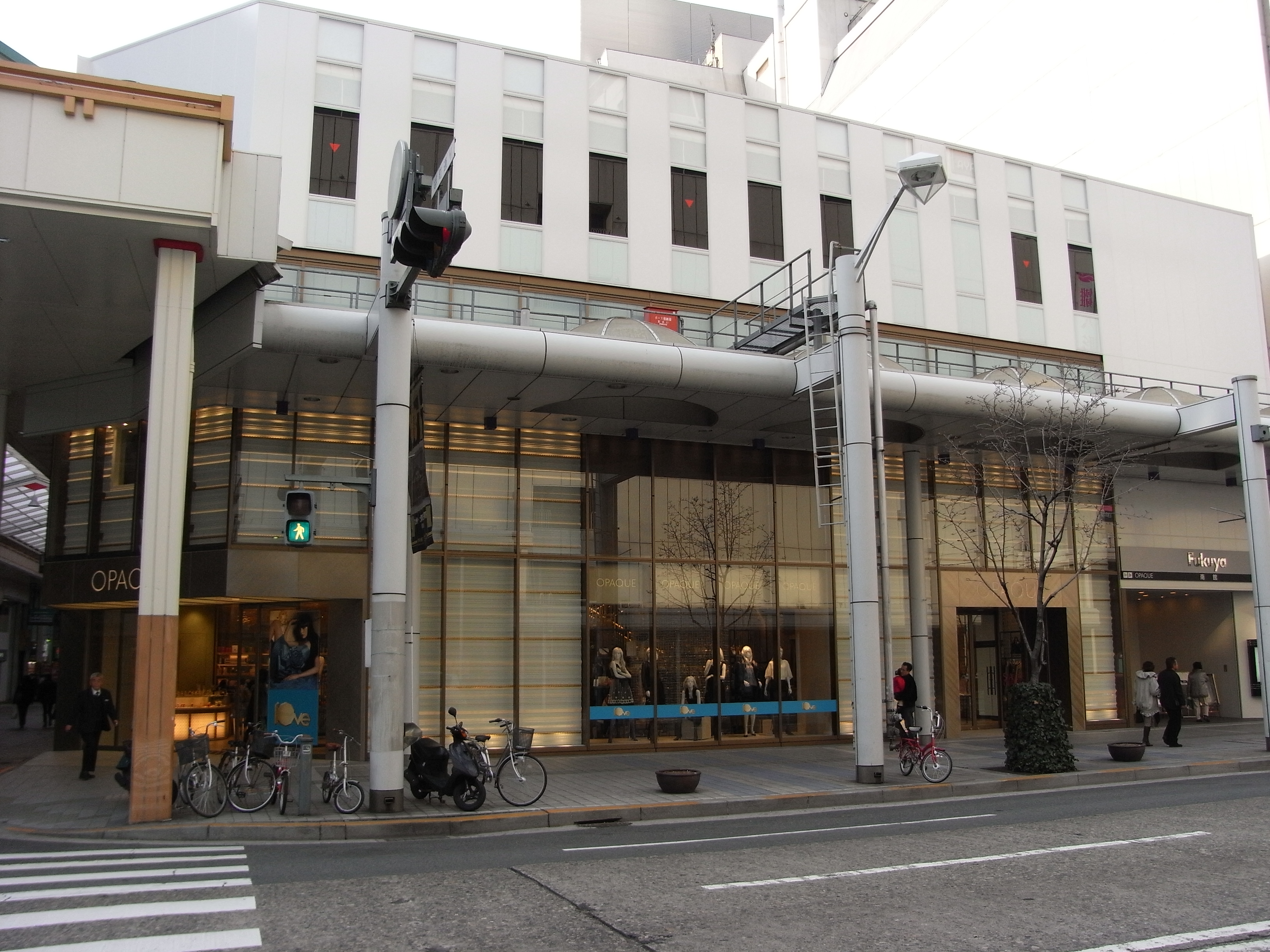
福屋八丁堀本店南館
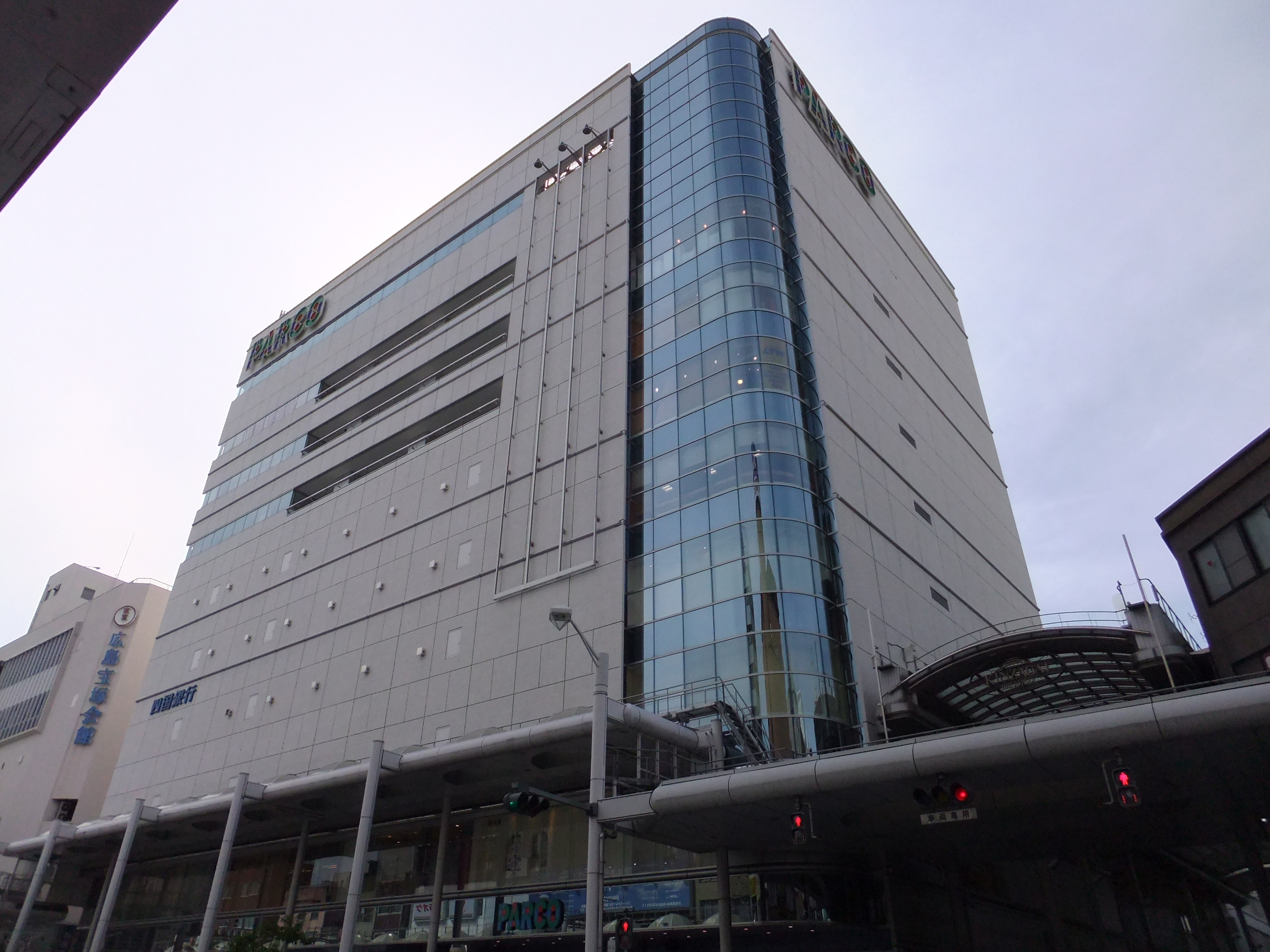
広島PARCO新館
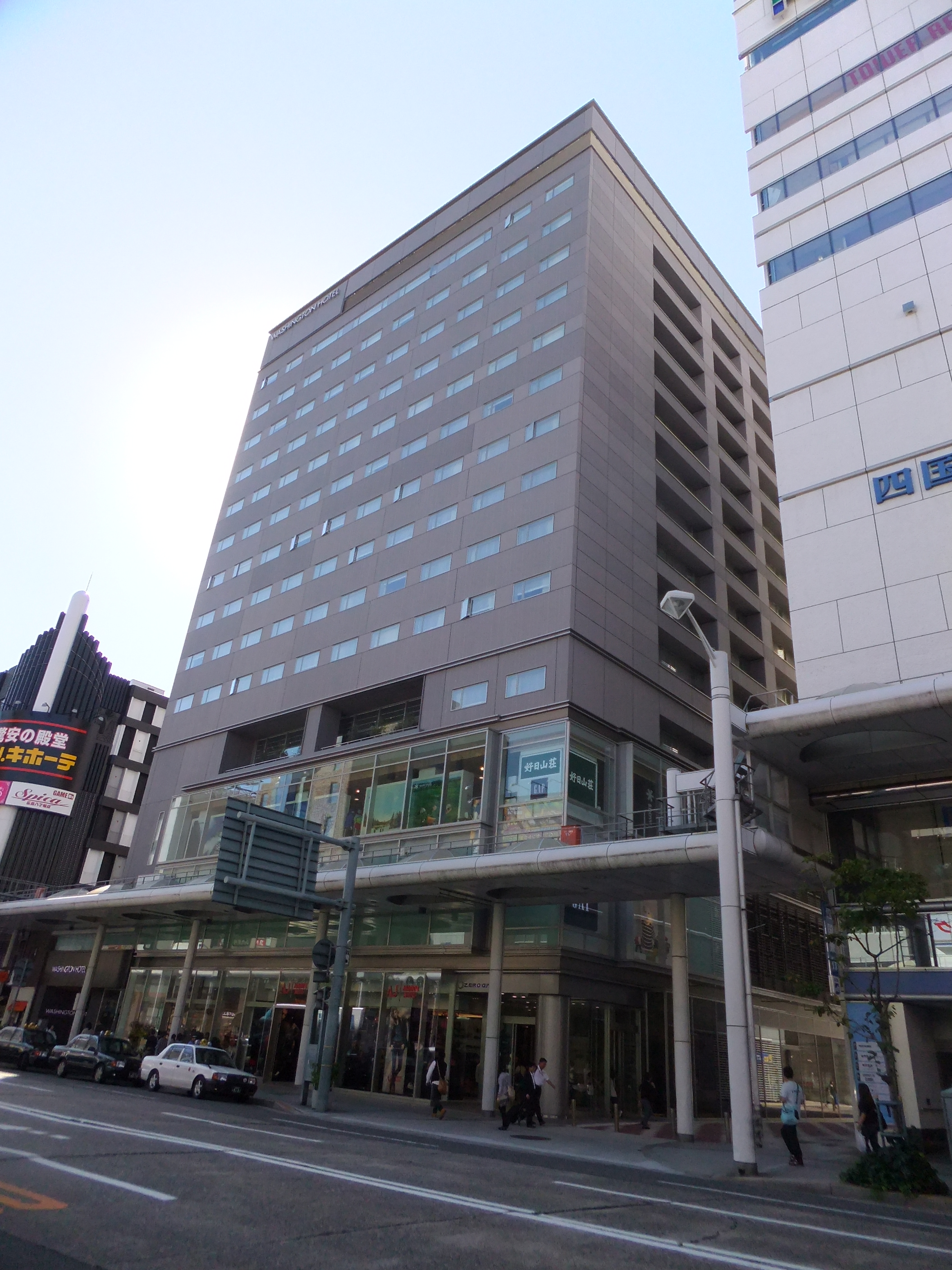
広島ZERO GATE・ワシントンホテル
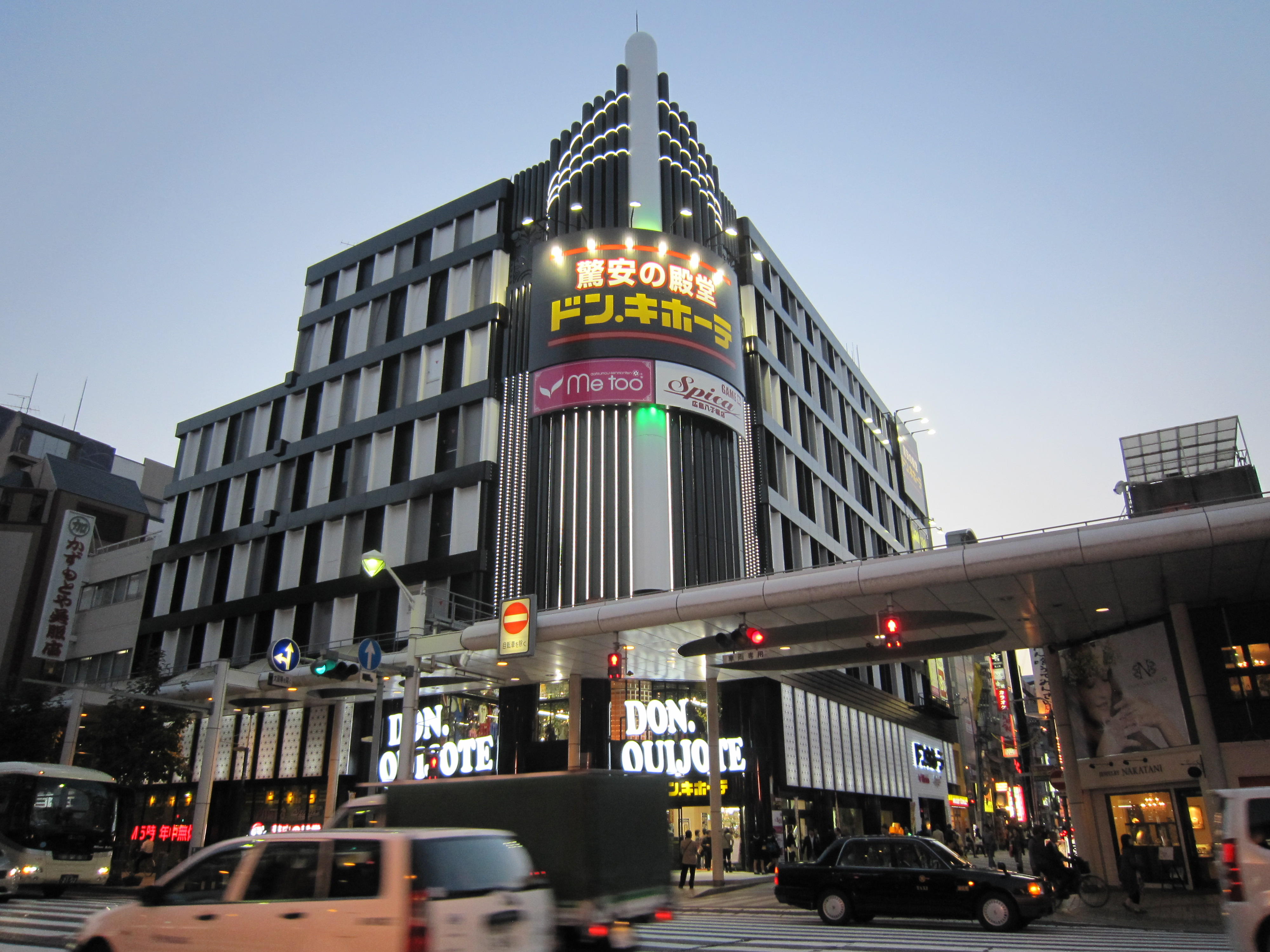
ドン・キホーテ広島八丁堀店
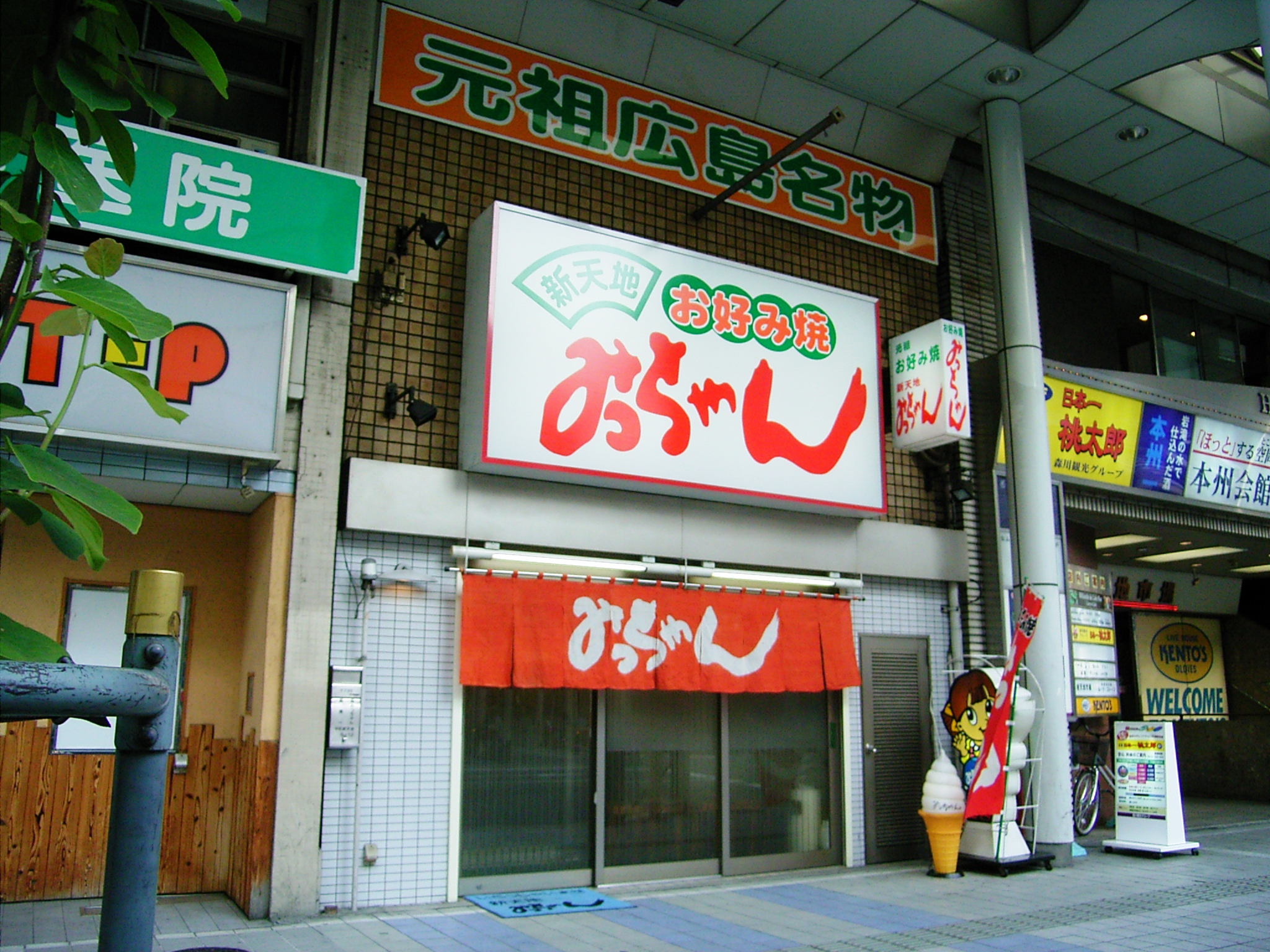
新天地みっちゃん
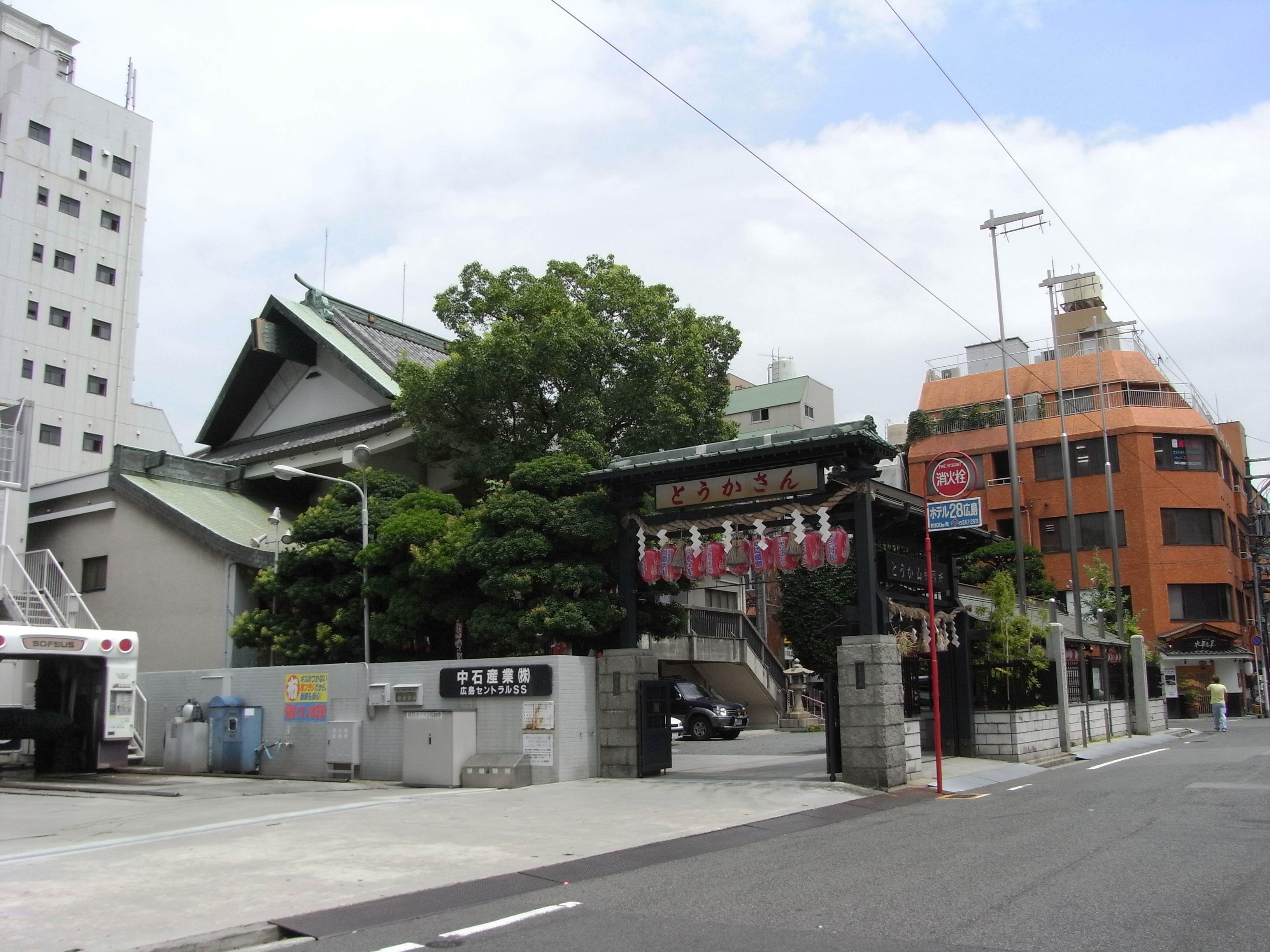
とうかさん（円隆寺）
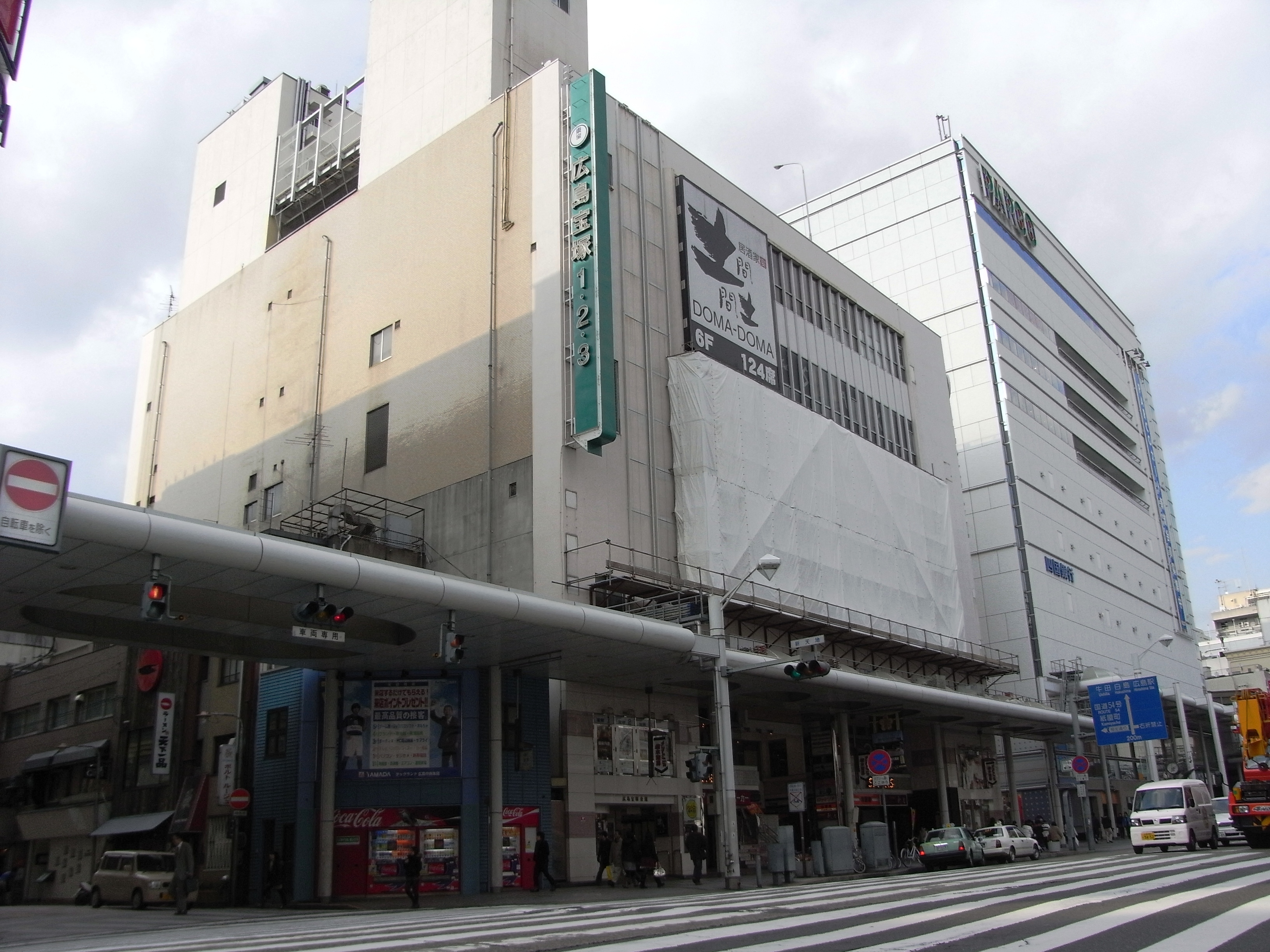
旧広島宝塚会館（現 広島ZERO GATE・ワシントンホテル）

- 天満屋八丁堀ビル（旧・天満屋八丁堀店） - ヤマダ電機LABI広島を核店舗とする商業ビル
- 福屋八丁堀本店
- 広島パルコ - 中央通りに面しているのは新館と広島ZERO GATEの2棟。隣接して本館と周辺に広島ZERO GATEがある。
- ジャンカラ中央通り店
- JOYSOUND広島中央通り店（旧U-STYLE広島店）
- ドン・キホーテ広島八丁堀店（いづみ八丁堀店 → イズミ八丁堀店 → ウィズワンダーランド → ヤマダ電機テックランド広島中央本店）イズミのスーパー1号店として開店。その後、広島初のファッションビル『ウィズワンダーランド』になる。その後ヤマダ電機テックランド広島中央本店になり、2012年3月まで営業した。2012年にドン・キホーテとなった。
- 新天地みっちゃん - 広島風お好み焼きの有名店。井畝井三男の次女が構えた。
- 広島県警広島中央警察署新天地交番
- ビッグエコー広島本店
- とうかさん（福昌山 圓隆寺（ふくしょうざん えんりゅうじ）） - 「とうかさん大祭」は広島の大きなお祭り。

## かつて存在した店舗
- 広島宝塚会館（旧新天地劇場） - 映画館と吉野家などが入居していたテナントビル。施設老朽化のため2011年8月で閉館。跡地に広島東宝ビルが建設され、広島ワシントンホテルと広島パルコが運営する広島ZERO GATEが入っている。
- イズミ八丁堀店 - スーパーのイズミの1号店。1961年開店。
- ウィズワンダーランド - 若者向けファッションビルとして1985年にイズミから新装開店。
- ヤマダ電機テックランド広島中央本店 - ウィズワンダーランド閉館後、2004年開店。2012年、ヤマダ電機の天満屋八丁堀ビルへの移転に伴い閉店。
- ブラックジャック - ゲームセンター。

## 交通機関
- 広島電鉄路面電車
  - 本線
    - 八丁堀電停

  - 白島線（中央通りの北側延長線上の白島通りと並走）
    - 八丁堀電停 - 女学院前電停 - 縮景園前電停 - 家庭裁判所前電停 - 白島電停
- 広電バス・広島バス
  - 八丁堀バス停、新天地バス停 ほか